# Naplivu na vaše hroby
Naplivu na vaše hroby (v orig. J'irai cracher sur vos tombes, 1. vydání v r. 1946) je první román francouzského spisovatele Borise Viana (1920-1959). Vian knihu napsal za pouhé dva týdny a prezentoval ji jako překlad románu černošského amerického spisovatele Vernona Sullivana, ač ve skutečnosti je Vian autorem románu a Sullivana si spolu se svým přítelem, vydavatelem románu Jeanem d'Halluinem vymysleli. Román vyvolal bouři nevole mezi francouzskými kritiky pro své sadistické a pornografické motivy, ale zároveň se v r. 1946 stal jednou z nejprodávanějších francouzských knih. Ačkoli bylo brzy odhaleno, že Vian je skutečným autorem románu, Vian v mystifikaci pokračoval a pod Sullivanovým jménem vydal ještě další tři romány. Vydávání románu bylo několikrát zakázáno francouzskými úřady.
V r. 1948 byla podle románu uvedena divadelní hra, která však neměla velký úspěch. V r. 1959 byl na motivy románu natočen film, s jehož pojetím Vian hrubě nesouhlasil a při předpremiéře se tak rozčilil, že zemřel na vrozenou srdeční vadu.

## Příběh
Krátký román je parodií na "drsné" americké detektivky. Vypráví o muži jménem Lee Anderson. Lee je mohutně stavěný muž bílé pleti, ve skutečnosti však pochází z rodiny míšenců a protože mu jeho mladšího bratra zabili rasističtí sousedé, nese si v srdci hlubokou nenávist vůči bílým lidem. Přestěhuje se do malého amerického města Bucktonu, kde nastoupí jako prodavač v knihkupectví a brzy se začne oddávat alkoholu a sexuálním hrátkám s místní mládeží. Když pozná sestry Asquithovy, Jean a Lou, dvě mimořádně půvabné dívky, které se pohrdavě vyjadřují o černoších, rozhodne se je jako svou pomstu bílé rase svést a zavraždit. V plánu mu nezabrání, ani když zjistí, že s Jean čeká dítě. Vyláká ji do opuštěného hotelu, kam ji jede navštívit s Lou. Cestou Lou znásilní a nesmírně brutálně zavraždí. Ač jej při tom Lou postřelí, Lee pokračuje v cestě do hotelu, v jehož blízkosti následně zavraždí i Jean. Poté prchá před policií, ale pro svá četná zranění se nemůže účinně bránit, takže je záhy dopaden, lynčován a oběšen.

## Česká vydání
Román vyšel v češtině v r. 1995 a 2005 ve dvou různých překladech.